# Charantonnay
Charantonnay is een gemeente in het Franse departement Isère (regio Auvergne-Rhône-Alpes). De plaats maakt deel uit van het arrondissement Vienne. Charantonnay telde op 1 januari 2022 1.993 inwoners.

## Geografie
De oppervlakte van Charantonnay bedroeg op 1 januari 2022 11 vierkante kilometer; de bevolkingsdichtheid was toen 181,2 inwoners per km².

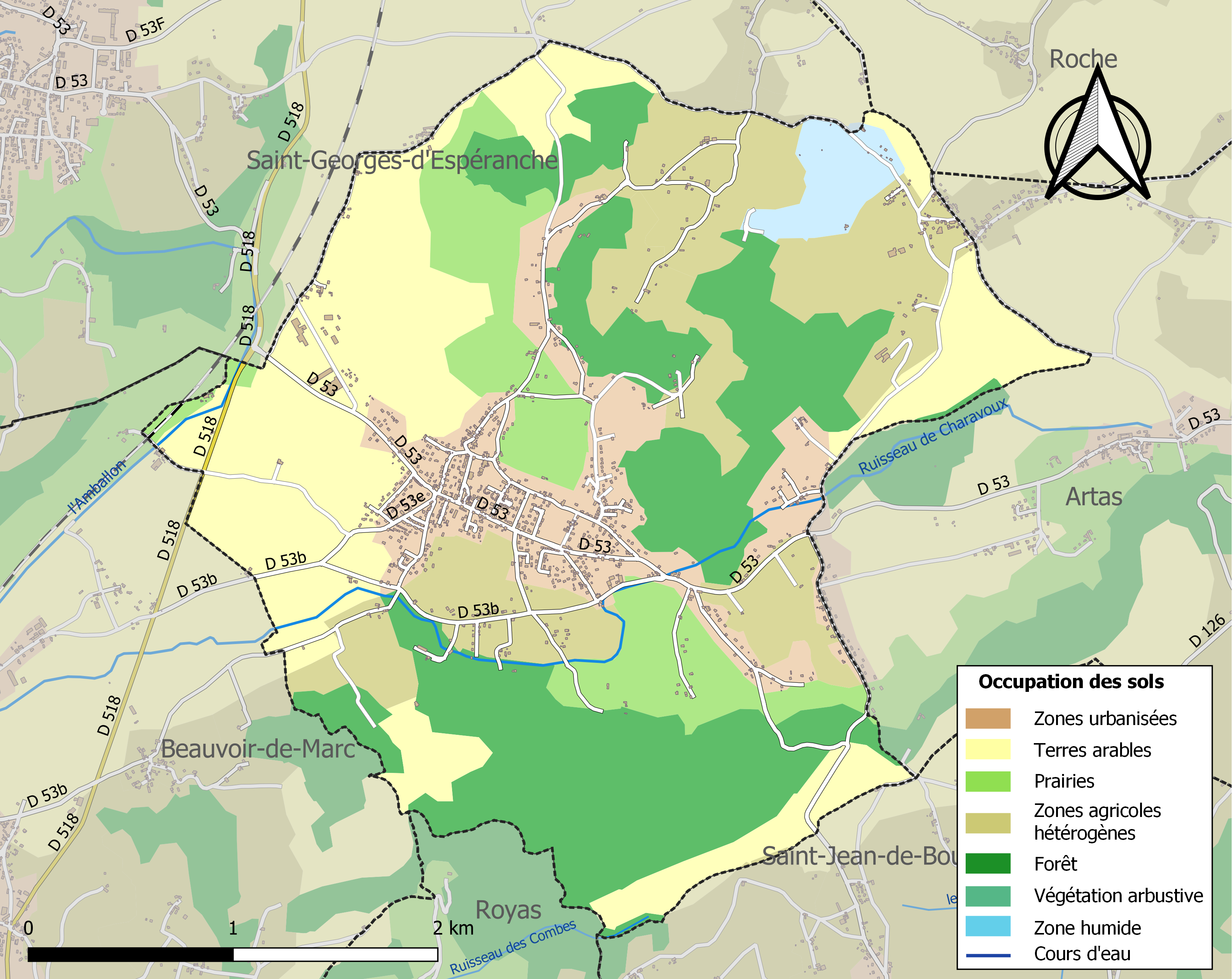
Kaart van de gemeente met de belangrijkste infrastructuur, bodemgebruik en omliggende gemeenten

## Demografie
Onderstaande figuur toont het verloop van het inwonertal (bron: INSEE-tellingen).